# Акоста, Брайан
Брайан Хосуэ Акоста Рамос (исп. Bryan Josué Acosta Ramos; род. 24 ноября 1993, Ла-Сейба, Гондурас) — гондурасский футболист, полузащитник клуба «Газиантеп» и сборной Гондураса. Участник Олимпийских игр 2016 года.

## Клубная карьера
Акоста — воспитанник клуба «Реал Эспанья» из города Сан-Педро-Сула. 29 сентября 2013 года в матче против «Виды» он дебютировал в чемпионате Гондураса. В своём дебютном сезоне Акоста стал чемпионом страны. 17 апреля 2014 года в поединке против «Виктории» Брайан забил свой первый гол за клуб.
Летом 2017 года Акоста перешёл в испанский «Тенерифе».
8 января 2019 года Акоста перешёл в клуб MLS «Даллас», подписав контракт по правилу назначенного игрока. По сведениям испанской прессы сумма трансфера составила $3,2 млн. В американской лиге он дебютировал 2 марта в матче первого тура сезона 2019 против «Нью-Инглэнд Революшн». 9 марта в матче против «Лос-Анджелес Гэлакси» он забил свой первый гол за «Даллас». По окончании сезона 2021 «Даллас» отклонил опцию продления контракта Акосты.
23 декабря 2021 года во втором этапе драфта возвращений MLS права на Акосту в лиге приобрёл клуб «Колорадо Рэпидз». 19 января 2022 года клуб подписал с ним двухлетний контракт с опцией продления ещё на один год. За «Колорадо Рэпидз» он дебютировал 17 февраля 2022 года в первом матче ⅛ финала Лиги чемпионов КОНКАКАФ 2022 против гватемальского «Комуникасьонеса».
1 августа 2023 года Акоста был продан в «Портленд Тимберс» за $150 тыс. в общих распределительных средствах с возможной доплатой ещё $175 тыс. в зависимости от достижения им определённых показателей. За «Тимберс» он дебютировал 20 августа в матче против «Хьюстон Динамо». По окончании сезона 2023 «Портленд Тимберс» не стал продлевать контракт с Акостой согласно опции, но стороны провели переговоры о новом контракте.
15 января 2024 года Акоста подписал контракт с клубом чемпионата Турции «Газиантеп». В турецкой Суперлиге он дебютировал 21 января в матче 21-го тура сезона 2023/24 против «Сивасспора».

## Международная карьера
6 марта 2014 года в товарищеском матче против сборной Венесуэлы Акоста дебютировал за сборную Гондураса.
В 2015 году в составе национальной команды Брайан принял участие в розыгрыше Золотого кубка КОНКАКАФ. На турнире он сыграл в матче против США и Панамы.
В 2016 году в составе олимпийской сборной Гондураса Брайан принял участие в Олимпийских играх в Рио-де-Жанейро. На турнире он сыграл в матчах против команд Алжира, Португалии, Аргентины, Южной Кореи, Бразилии и Нигерии.
9 октября в поединке против сборной Белиза он забил свой первый гол за национальную сборную.
В 2017 году в составе сборной Акоста принял участие в розыгрыше Золотого кубка КОНКАКАФ. На турнире он сыграл в матче против команд Коста-Рики, Французской Гвианы и Мексики.
В 2019 году Акоста был включён в состав сборной Гондураса на Золотой кубок КОНКАКАФ. В третьем матче в групповом раунде против сборной Сальвадора забил гол на 75-й минуте, а команда победила 4:0.
В 2021 году Акоста был включён в состав сборной Гондураса на Золотой кубок КОНКАКАФ.
В 2023 году Акоста был включён в состав сборной Гондураса на Золотой кубок КОНКАКАФ.

### Голы за сборную Гондураса
| #  | Дата           | Место                                         | Противник | Счёт | Результат | Соревнование                |
| -- | -------------- | --------------------------------------------- | --------- | ---- | --------- | --------------------------- |
| 1. | 8 октября 2016 | Эф-эф-би Стэдиум, Бельмопан, Белиз            | Белиз     | 0:1  | 1:2       | Товарищеский матч           |
| 2. | 25 июня 2019   | Банк оф Калифорния Стэдиум, Лос-Анджелес, США | Сальвадор | 3:0  | 4:0       | Золотой кубок КОНКАКАФ 2019 |

## Достижения
«Реал Эспанья»
- Чемпион Гондураса: Апертура 2013